# 平道一
平道一（室女座θ，θ Vir）是室女座的一个恒星系统，距离地球约415光年。又名BD-04 3430，HD 114330、SAO 139189、HR 4963，是室女座的一颗恒星，视星等为4.38，位于銀經311.42，銀緯57.03，其B1900.0坐标为赤經13h 4m 46.2s，赤緯-5° 57.03′ 18″。
该聚星系统的主星室女座θ A是一颗白色A型亚巨星，视星等为+4.38；它实际上是由一对分光双星组成，视星等分别为+4.6和+4.8，绕行周期约为14年，两成员分隔0.48弧秒。光谱型为A或F的九等星室女座θ B绕着室女座θ A旋转，二者相距7.1弧秒。第四颗成员星室女座θ C在69.6弧秒远处，视星等为+10.4。